# I Don't Like
I Don't Like è il singolo di debutto del rapper statunitense Chief Keef, pubblicato l'11 marzo 2012 come primo estratto dal suo terzo mixtape Back from the Dead e dal suo album in studio di debutto Finally Rich. Prodotto da Young Chop, presenta come featuring il rapper Lil Reese. Il singolo ha raggiunto la settantatreesima posizione nella Billboard Hot 100, diventando la prima volta per Keef nella classifica.

## Tracce
Versione singolo
Testi di Keith Cozart e Tavares Taylor, musiche di Young Chop.
1. I Don't Like – 4:27

Versione album
Testi di Keith Cozart e Tavares Taylor, musiche di Young Chop.
1. I Don't Like – 4:53

Remix
Testi di Keith Cozart, Tavares Taylor, Kanye West, Terrence Thornton, Sean Anderson, Jason Phillips, musiche di Young Chop, Noah Goldstein, Mike WiLL.
1. I Don't Like (Remix) – 4:44

## Classifiche
| Classifiche (2012)    | Posizione massima |
| --------------------- | ----------------- |
| Stati Uniti d'America | 73                |

## Remix
Un remix del brano intitolato Don't Like.1 in collaborazione con i rapper statunitensi Kanye West, Pusha T, Big Sean e Jadakiss è stato pubblicato il 1º maggio 2012 ed è successivamente entrato a fare parte della compilation della GOOD Music Cruel Summer. Quando questa versione del brano è stata registrata Chief Keef si trovava agli arresti domiciliari.
Questa versione del brano è stata certificata disco di platino negli Stati Uniti.